# Benjamin Trinks

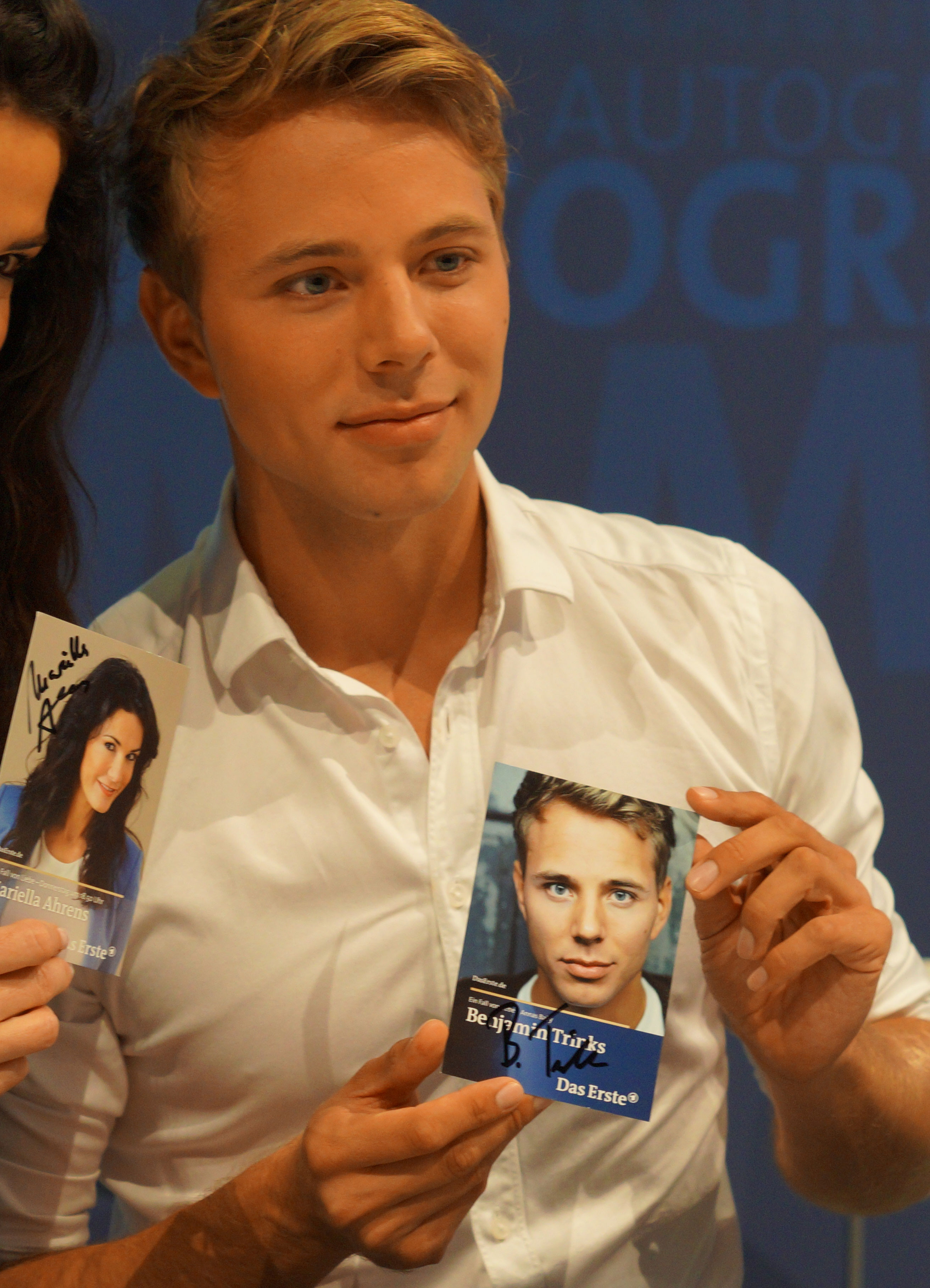
Benjamin Trinks auf der ARD-Filmpräsentation (2014)

Benjamin Trinks (* 15. Oktober 1990 in Berlin) ist ein deutscher Schauspieler.

## Leben
Im Alter von acht Jahren stieg Benjamin Trinks in das Kinderensemble des Berliner Friedrichstadt-Palastes ein, wo er seine ersten Bühnenerfahrungen in diversen Revuen sammelte. Durch die Mitwirkung in Musikclips für Michael Schanzes Fernsehshows sammelte er erste Kameraerfahrungen. Im Jahr 2004 wirkte er in seiner ersten Fernsehrolle in der ZDF-Serie Sabine! mit. Noch im selben Jahr folgten Produktionen wie Zack (Sat.1), Krimi.de (KI.KA) oder Wo bleibst du Baby? (ZDF), worauf Benjamin Trinks das Ensemble am Friedrichstadt-Palast aus Zeitmangel verließ.
In den Folgejahren spielte Trinks in verschiedenen Film- und Fernsehproduktionen mit. So übernahm er beispielsweise von 2006 bis 2008 eine durchgehende Hauptrolle in der Jugendserie Die Pausenhofclique und 2007 eine durchgehende Rolle in der 1. Staffel der ARD-Serie Die Stein. Im selben Jahr übernahm er  zudem in der mit einem Oscar und einem Golden Globe Award ausgezeichneten Literaturverfilmung Der Vorleser eine Rolle.

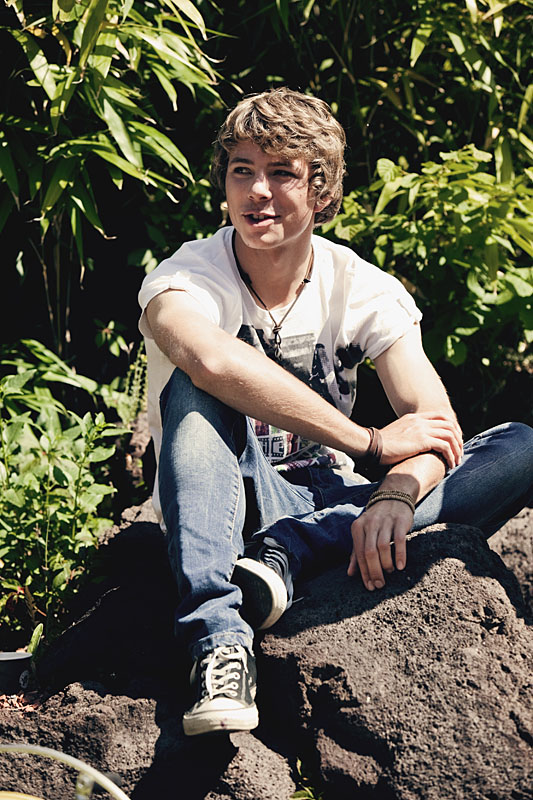
Dreharbeiten für den Festivalfilm „Vater, bin ich Kind?“ (2009)

Im Rahmen der Disney Channel Games flog Trinks 2008 nach Florida, um als deutscher Reporter die Spiele zu moderieren. Dort interviewte er unter anderem Brian Stepanek, die Jonas Brothers und Selena Gomez. Zurück in Deutschland begannen die Dreharbeiten für Ich liebe den Mann meiner besten Freundin und das Flüchtlingsdrama Damals wie heute. Es folgten die Dreharbeiten für die finale  Staffel der Serie Die Pausenhofclique und den Kinofilm Draußen am See mit Felix Fuchssteiner in der Regie.
Im ersten Halbjahr 2009 drehte Trinks die Produktionen Fairfield, Vater, bin ich Kind? und Allein unter Schülern jeweils in Flensburg, Stuttgart und Berlin ab. In der restlichen Zeit des Jahres arbeitete er überwiegend an Synchronprojekten und den Dreharbeiten der historischen ZDF-Romanverfilmung Schicksalsjahre, unter anderem an der Seite von Maria Furtwängler.
Anfang des Jahres 2011 beschäftigte sich Benjamin Trinks durchgehend mit den Dreharbeiten zu dem mehrfach preisgekrönten ZDF-Dreiteiler Unsere Mütter, unsere Väter, wo er einen jungen Wehrmachtssoldaten im Zweiten Weltkrieg spielte. Im Vorfeld flog Trinks dafür in ein mehrwöchiges Trainingslager nach Litauen, um das Verhalten und die militärischen Abläufe in der Wehrmacht zu erlernen. Im Anschluss daran begannen die Dreharbeiten in Litauen, Lettland und Deutschland. Anfang Juni flog er dann nach Cornwall, um dort in einer Hauptrolle die 100. Jubiläumsfolge von Rosamunde Pilcher zu realisieren.
Auch 2012 wirkte Trinks an verschiedenen Filmprojekten mit, er übernahm beispielsweise Ende des Jahres eine Hauptrolle in dem ARD-Film Ein Fall von Liebe – Annas Baby.

### Sabbatical und Wiedereinstieg in das Filmgeschäft
Nach über 10 Jahren im Film- und Fernsehgeschäft nahm sich Trinks 2013 eine Auszeit von der Schauspielerei, auch um sich verstärkt für soziale Projekte einzusetzen und seinen Studienabschluss zu machen. Nachdem er ein Jahr später wieder in das Filmgeschäft einstieg, begannen im Frühjahr 2014 die Dreharbeiten für den deutsch-russischen Kinofilm No Comment. Im Laufe des Jahres folgten weitere Produktionen wie z. B. Gut Molzow, Der Lehrer, SOKO Wismar, Kripo Holstein oder SOKO 5113. Darüber hinaus wurde Trinks 2014 für seine schauspielerische Leistung in Allein unter Schülern in München mit dem Ginkgo Award ausgezeichnet.

## Filmografie (Auswahl)
- 2004: Krimi.de – Episode: Crash
- 2004: Lucky Punch
- 2004: Sabine!
- 2004: Wo bleibst du Baby?
- 2005: Zack! Comedy nach Maß
- 2006–2008: Disneys Kurze Pause
- 2006: Unser Charly
- 2006: Du machst dein Ding

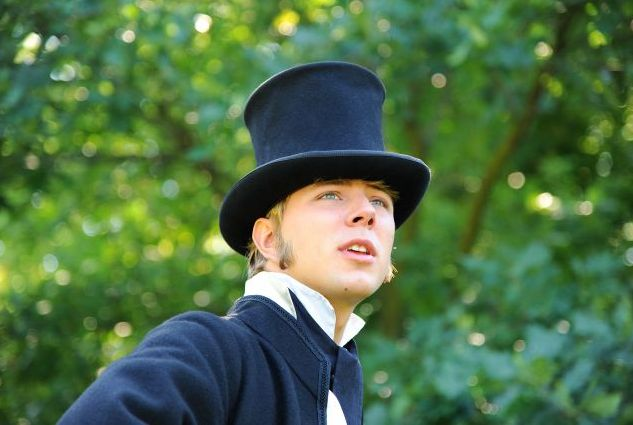
Benjamin Trinks bei historischen Dreharbeiten (2012)

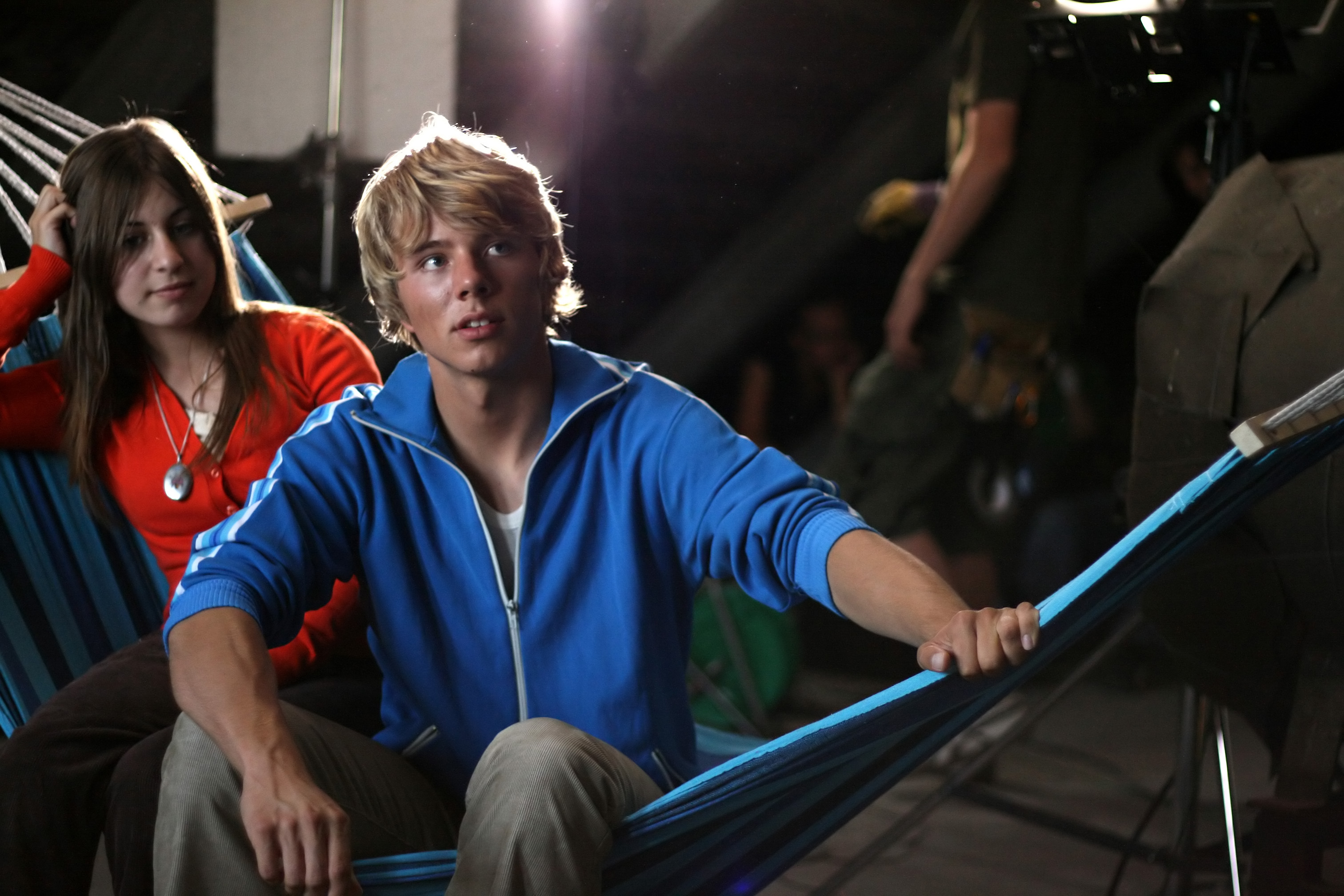
Benjamin Trinks bei den Dreharbeiten zum Film Damals wie heute

- 2006: LEO – Ein fast perfekter Typ
- 2006: Winterwunderzeit
- 2007: Disneys Kurze Pause 2
- 2007: Schloss Einstein
- 2007: Tatort – Schleichendes Gift
- 2008: Disneys Kurze Pause 3
- 2008: In aller Freundschaft – Alles oder nichts
- 2008: Die Stein
- 2008: Damals wie heute
- 2008: Der Lehrer (Film)
- 2008: Disney Channel Games – Florida
- 2008: Ich liebe den Mann meiner besten Freundin
- 2008: Camp Rock – We Rock
- 2008: Der Vorleser
- 2009: Draußen am See
- 2009: Die Wette
- 2009: Familie Dr. Kleist
- 2009: Fairfield
- 2009: Vater, bin ich Kind?
- 2009: Allein unter Schülern
- 2010: Rauchfrei (Bildungsfilm)
- 2010: zaOza – Lass dich nicht ausbeuten
- 2010: Ampelmann
- 2011: Schicksalsjahre
- 2011: Der Alte – Der Tod und das Mädchen
- 2011: Der gestohlene Sommer
- 2012: Und alle haben geschwiegen
- 2012: Notruf Hafenkante – Unzertrennlich
- 2012: Terra X – Die Seefahrer der Bounty
- 2012: Mord in Ludwigslust
- 2013: Unsere Mütter, unsere Väter
- 2014: Ein Fall von Liebe – Annas Baby
- 2014: SOKO Wismar – Neptuns Rache
- 2014: Kripo Holstein – Mord und Meer – Bömmel kloppen
- 2014: Gut Molzow
- 2015: Der Lehrer
- 2015: Saturn – Tech-Nick
- 2015: Memory on a Paper
- 2015: Einhundert für Vier
- 2015: Die Experten
- 2015: SOKO 5113 – Black Monk
- 2015: Henninger-Turm
- 2016: Zwei Soldaten
- 2016: No Comment
- 2016: Beta as H.E.L.L.
- 2017: Inga Lindström – Kochbuch der Liebe
- 2019: Immenhof – Das Abenteuer eines Sommers
- 2020: Das Traumschiff – Kapstadt
- 2021: Gute Zeiten, schlechte Zeiten (Fernsehserie, 7237–7284)
- 2022: Immenhof – Das große Versprechen
- 2023: Der Staatsanwalt – Wein und Mord
- 2024: Die Spreewaldklinik (Fernsehserie)

## Synchronarbeiten
- 2003: The Village
- 2004: Hitler in Colour
- 2005: Familie Dr. Kleist
- 2005: Krimi.de; Teil 3
- 2006: Disneys Weihnachtssong
- 2006: Disneys Kurze Pause (Titelsong)
- 2007: Ein Pakt, ein Kuss und weiche Knie; Rolle: Warrenville
- 2008: Crysis (Computerspiel)
- 2008: Ohrenschmauser (Computerspiel)
- 2008: A quiet mind
- 2008: TechForce (Computerspiel)
- 2008: Varg Veum
- 2008: Rätselhaftes Regime
- 2008: iCarly
- 2008: Disneys Kurze Pause (Titelsong, neu)
- 2008: Stella
- 2008: Summer
- 2008: Robert Zimmermann wundert sich über die Liebe
- 2009: Narben (Hörspiel)
- 2009: Das Mondgeheimnis (Hörspiel)
- 2009: Big Love
- 2010: Deutsch Leicht 1 & 2 (Italienischer Sprachkurs)
- 2011: Life Unexpected – Plötzlich Familie
- 2011: The Big Bang Theory
- 2012: LEGO Ninjago
- 2012: Pandora Hearts
- 2012: Wild Cherry
- 2013: 2°Man und 2°Woman
- 2014–2015: Teen Wolf
- 2016: Mostly Ghostly

## Theater (Revuen im Friedrichstadtpalast)
- 1999: Hänsel und Gretel
- 2000: Kinder der Bounty
- 2001: Lieblingsfarbe Bunt
- 2002: Kinder der Bounty
- 2003: Lieblingsfarbe Bunt

## Auszeichnungen
- 2003: 5. Platz OTTO-Shooting-Wettbewerb
- 2004: 4. Platz Jugend-Drehbuchwettbewerb (RTL 2)
- 2014: Ginkgo-Award für Allein unter Schülern

## Sonstiges
Benjamin Trinks ist der ältere Bruder der Jungschauspieler Timmi Trinks und Jolina Amely Trinks.